# Wissenschaftspark
Ein Wissenschaftspark ist ein Gewerbepark mit einer Ansammlung von Forschungsinstituten, die auch der kommunalen Wirtschaftsförderung und dem Marketing des Standortes dient. Oft existieren Anbindungen an Hochschulen und an Einrichtungen des Technologietransfers, der Fortbildung und Gründungsförderung oder auch an Technikmuseen. Im Gegensatz zu gewachsenen, oft räumlich ausgedehnten Wissenschaftsclustern handelt es sich bei den Wissenschaftsparks um kompakte und gezielte Neugründungen in jüngerer Zeit.

## Beispiele
Bekannte deutsche Beispiele:
- Wissenschaftspark Albert Einstein auf dem Potsdamer Telegrafenberg,
- Wissenschaftspark Leipzig
- Wissenschaftspark Gelsenkirchen
- Potsdam Science Park
- Innovation Campus Lemgo

In anderen Wissenschaftsparks stehen interaktive populärwissenschaftliche Aktivitäten im Vordergrund (z. B. im Parque de las ciencias in Granada).